# Salman Shahr
Salmān Shahr (farsi سلمان‌شهر) è una città dello shahrestān di 'Abbāsābād, circoscrizione di Salman Shahr, nella provincia del Mazandaran in Iran. Aveva, nel 2006, una popolazione di 9.592 abitanti.